# 安徽省黄梅戏剧院
安徽省黄梅戏剧院,中国黄梅戏的主要表演团体之一，位于安徽省合肥市，为安徽省文化厅直属单位。 主要表演剧目有《天仙配》、《女驸马》、《红楼梦》等。

## 历史
1954年4月，安徽省黄梅戏剧团成立，1988年，该剧团改为黄梅戏剧院。

## 著名演员
著名演员有严凤英、王少舫、潘璟琍、张云风、马兰、黄新德、吴琼、吴亚玲、李文、余顺等。